# 内海まり
内海 まり（うつみ まり）は、 日本の女性声優である。静岡県出身。ガジェットリンク所属。
YouTubeや配信アプリのREALITYで配信活動をしている。2022年5月には初のオリジナル楽曲「メンヘラちゃん」をリリースし、以降もYouTubeにてオリジナル楽曲を配信している。

## 出演
太字はメインキャラクター。

### 劇場アニメ
- しまじろう しまじろうとキラキラおうこくのおうじさま（ひかりのたま）

### CM
- 「The VOCALOID Collection（ボカコレ）2023春（ナレーション)

### Webアニメ
- 探求！いのちのフシギ部（カンちゃん）

### ラジオドラマ
- 海賊バンジーと6人の愚か者（ダンス）

### アプリ
- 漁りファンタジー（女性）

### 朗読劇
- レトロなおもいで（朝比奈未来）
- 昭和の恋人たち（井上、美和）
- 海賊バンジーと6人の愚か者（ダンス）

### その他
- 株式会社全教出版 教材カタログ
- 秋葉原ワシントンホテル - モーニングコール音声